# Dorothe Engelbretsdatter
Dorothe Engelbretsdatter (ur. 16 stycznia 1634 w Bergen, zm. 19 lutego 1716 tamże) – pierwsza znana z imienia poetka i pisarka norweska.

## Życiorys
Jej ojcem był Engelbret Jørgensen, luterański duchowny, proboszcz katedry w Bergen i rektor tamtejszego liceum, a matką Anna Wrangel. W latach 1647–1649 Dorothe Engelbretsdattermieszkała w Kopenhadze, dokąd wysłał ją ojciec by nabyła większej życiowej i kulturalnej ogłady (należy pamiętać, że Norwegia była wówczas częścią duńskiej monarchii). W 1652 r. Dorothe Engelbretsdatter poślubiła pastora Ambrosius Hardenbecka, doktora teologii, twórcę poetyckich kazań, późniejszego następcę jej ojca w bergeńskiej parafii katedralnej. Mieli dziewięcioro dzieci: pięciu synów i cztery córki, z których tylko dwoje przeżyło rodziców. Ambrosius zmarł w 1684 r. W 1702. w wielkim pożarze Bergen spłonął rodzinny dom poetki, musiała zamieszkać u krewnych. Nie pomogły apele o pomoc słane przez nią do króla Fryderyka IV. Dopiero w 1712 r. rada miasta Bergen przyznała poetce działkę pod budowę nowego domu. W 1962 r. został on przeniesiony do muzeum – skansenu Gamle Bergen.

## Twórczość
Dorothe Engelbretsdatter jest, obok Pettera Dassa, najważniejszą autorką norweskiego baroku. Pisała psalmy, hymny oraz wiersze religijne oparte na motywach biblijnych i własnych przeżyciach. Debiutowała w 1678 r. tomem religijnej poezji Siælens Sang-Offer. Wzbudził on duże zainteresowanie norwesko-duńskich elit, a sama autorka została zaproszona do Kopenhagi jako gość królewskiego dworu. Drugi w jej życiu przyjazd do tego miasta uznano za ważne wydarzenie kulturalne i towarzyskie. W tamtym czasie bowiem liczba kobiet umiejących czytać i pisać była niewielka, a kobieta będąca matką i gospodynią publikująca własne wiersze o znacznych walorach literackich zasługiwała na miano fenomenu. Na królewskim dworze odbył się nawet swoisty pojedynek na rymy i koncepty pomiędzy Engelbretsdatter a duńskim poetą Thomasem Hansenem Kingo.
W 1685 r., po śmierci męża, poetka wydała zbiór psalmów i trenów zatytułowany Taare – Offer. Na przełomie wieków życie osobiste Dorothe Engelbretsdatter naznaczyły liczne ciosy: śmierć jej kolejnych dzieci, zerwanie kontaktów z najstarszym synem i pożar rodzinnego miasta, w którym spłonął dom oraz cały dobytek autorki. Wszystkie te nieszczęścia znalazły odbicie w jej dziełach. Ich motywem przewodnim stał się gniew Boży spadający na grzesznych ludzi w postaci wojen, zarazy i innych klęsk oraz konieczność pogodzenia się z osobistymi nieszczęściami i niepowodzeniami w perspektywie życia wiecznego. Ostatni wydany za życia Engelbretsdatter, w 1698 r., tom poezji jest – zgodnie ze swoim tytułem Et kristelig Valet fra Verden, chrześcijańskim pożegnaniem z doczesnym światem.

## Popularność poezji
Utwory Dorothe Engelbretsdatter cieszyły się niesłabnącą popularnością przez niemal trzy stulecia. Tylko do 1868 r. ukazało się w Norwegii aż 25 wydań zbiorów lub wyborów jej dzieł. Niektóre z jej psalmów i pieśni są śpiewane także współcześnie podczas nabożeństw i świąt chrześcijańskich m.in. pieśń Aftensang.